# آشلي المنزا
آشلي مارتن المنزا (بالإنجليزية: Ashley Almanza)‏ (مواليد 1964) هو رجل أعمال من جنوب أفريقيا وهو الرئيس التنفيذي لشركة جي فور إس منذ 1 يونيو 2013.

## تعليم
حاصل على شهادة في التجارة والدراسات العليا في المحاسبة، وكلاهما من جامعة ناتال، جنوب أفريقيا. حصل في وقت لاحق على ماجستير في إدارة الأعمال من كلية لندن للأعمال.

## وظيفة
تدرب المنزا كمحاسب قانوني.
في عام 1993، انضم آشلي المنزا إلى شركة الغاز البريطاني " British Gas PLC" (التي تم دمجها الآن كمجموعة بي جي وسنتريكا) كمدير مالي في قسم الاستكشاف والإنتاج. بعد أن شَغِل عدة مناصب، بما في ذلك المدير المالي للمجموعة من أغسطس 2002، حتى غادر في 31 مارس 2011.
في 1 يونيو 2013، أصبح الرئيس التنفيذي لشركة جي فور إس "G4S plc"، ليحل محل نيك باكلز. واجه ثورة في الأجور في عام 2019 على مبلغ 239.638 جنيه استرليني نقدا كان من المقرر أن يحصل عليه لتعزيز تقاعده. ومن المفهوم أن جمعية الاستثمار، التي تمثل المساهمين في المؤسسات البريطانية، أعطت الدفع تصنيفاً "amber top"، وتنبه الأعضاء إلى أنها تثير مخاوف محتملة.
كما أن شركة «المنزا» يوجد تحت إدارتها شركة شرودر ومؤسسة نوبل.

## روابط إضافية
- Official Profile on Bloomberg